# Karabağlar
Karabağlar is een Turks district in de provincie İzmir en telt 480.790 inwoners (2017). Het district heeft een oppervlakte van 495 km².
De bevolkingsontwikkeling van het district is weergegeven in onderstaande tabel.
| Jaar | Inwonersaantal |
| ---- | -------------- |
| 2008 | 443.159        |
| 2009 | 449.707        |
| 2010 | 458.890        |
| 2011 | 463.279        |
| 2012 | 466.023        |
| 2013 | 471.676        |
| 2014 | 473.741        |
| 2015 | 477.238        |
| 2016 | 480.253        |
| 2017 | 480.790        |

Aliağa · Balçova · Bayraklı · Bayındır · Bergama · Beydağ · Bornova · Buca · Çeşme · Çiğli · Dikili · Foça · Gaziemir · Güzelbahçe · Karabağlar · Karaburun · Karşıyaka · Kemalpaşa · Kınık · Kiraz · Konak · Menderes · Menemen · Narlıdere · Ödemiş · Seferihisar · Selçuk · Tire · Torbalı · Urla